# Клан Холдейн

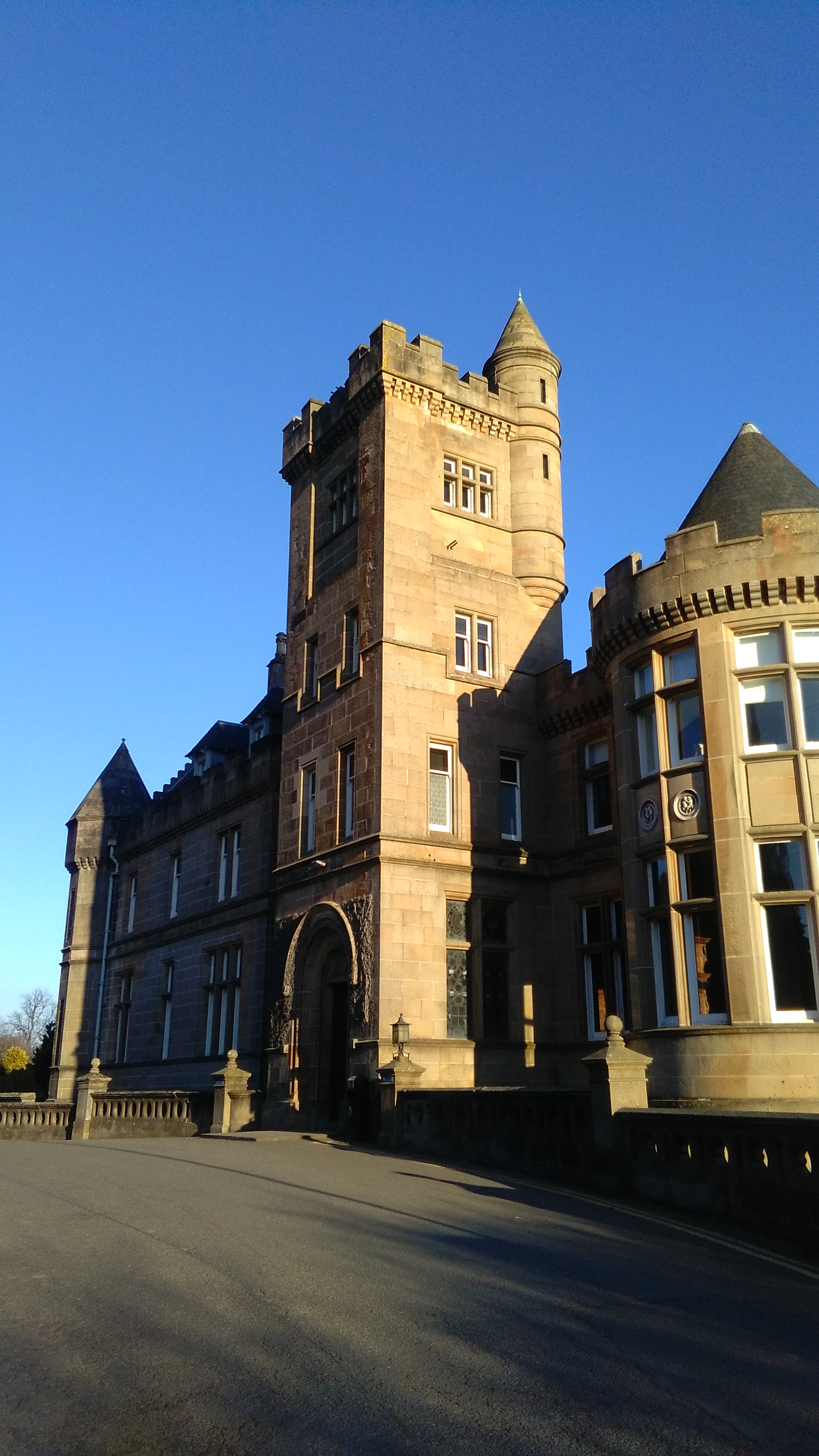
Замок Эйртри, историческая резиденция вождей клана Холдейн

Клан Холдейн (скотс Clan Haldane) — клан Холдейн, клан Халдейн, клан Холден — один из кланов равнинной части Шотландии (Лоуленд).
- Девиз клана: Suffer (англ.) — «Терпеть»
- Вождь клана: Джеймс Мартин Холдейн из Глениглса
- Резиденция вождя клана: Замок Глениглс-хаус
- Историческая резиденция вождей клана: Замок Эйртри
- Враждебные кланы: Стюарт.

## История клана Холдейн

### Происхождение клана Холдейн
Первые упоминания в исторических документах о вождях клана Холдейн относятся к XII веку. Бернард мак Брайен получил в награду за службу от короля Шотландии Вильгельма Льва имение Хауден (Hayden) где-то между 1165 и 1171 годом. Один из младших сыновей вождя клана поселился в Стратерне. Приобретенные им земли потом стали частью баронства Глениглс. Вожди клана Холдейн до сих пор живут в тех местах. Имя и название Глениглс не имеют ничего общего ни с происхождением, ни с геральдикой вождей клана Холдейн, но сейчас вошло в фамилию вождей клана. Само слово Глениглс происходит от гэльского слова еглайс (eaglais; с гэльск. — «церковь»).

### XIII—XIV века
В конце XIII века король Англии Эдуард I Плантагенет, пользуясь тем, что трон Шотландии оказался вакантным, захватил Шотландию и заставил вождей шотландских кланов присягнуть ему на верность и подписать соответствующий документ — «Рагманские свитки» в 1296 году. В этом документе упоминается имя вождя клана Холдейн — Эйлмера Холдейна. Но через несколько лет после этого Эйлмер Холдейн поддержал Роберта Брюса и его восстание за независимость Шотландии. В 1312 году сэр Саймон Холдейн получил грамоту на владение землями Бардрилл в Стратерне от сэра Джона де Логи. Сэр Саймон Холдейн вступил в брак с Матильдой де Арнот и в качестве приданого получил обширные земли в графстве Леннокс.

### XV век
Сэр Джон Холдейн, 3-й лэрд из Глениглса (ум. 1493), был лордом-судьей Верховного суда Шотландии от Форта, шерифом Эдинбурга и мастером Хаусхолда во время правления короля Шотландии Якова III. В 1482 году он подал в отставку, свои земли в Файфе, Стерлингшире и Пертшире он передал короне, за это он получил от короля грамоту на владение свободным баронством Глениглс. Он женился на дочери Мердока Ментейта из Раски и в результате этого брака он расширил свои владения и власть в графстве Леннокс и стал претендовать на титул графа Леннокс. Он начал длительный судебный процесс против клана Стюарт, не совсем удачно — лорд Дарнли сохранил титул графа, но владение Глениглс были расширены.

### XVI век
В 1505 году сэр Джеймс Холдейн, 4-й лэрд Глениглс (ум. 1503), был назначен губернатором замка Данбар. Его сын, сэр Джон Холдейн, 5-й лэрд Глениглс (ум. 1513)), объединил земли в Ленноксе и Пертшире в единое баронство Холдейн. Его резиденция была в замке Раски-хаус. Он погиб во время сражения при Флоддене в 1513 году.
В 1560 году Роберт Холдейн, лэрд Глениглса, и его брат Джон участвовали в осаде Лита, воюя против католиков в поддержку Реформации в Шотландии. Поддерживая Реформацию, клан Холдейн играл существенную роль в политических потрясениях в Шотландии в XVI веке. В частности, клан Холдейн участвовал в перевороте, в результате которого королева Шотландии Мария Стюарт лишилась трона, короны, а потом и головы. Клан Холдейн входил состав армии восставших, которая взяла в осаду замок Стерлинг в 1585 году. Клан Холдейн потребовал от короля отменить ссылку графа Ангуса и других непокорных протестантских дворян. Джеймс Холдейн, брат лэрда Глениглса, вел наступление на замок с западной стороны. Он разбил отряд сэра Уильяма Стюарта, полковника королевской гвардии, и заставил его бежать. Однако Холдейн был застрелен слугой Уильяма Стюарта.

### XVII век
Сэр Джон Холдейн, 11-й лэрд из Глиниглса (ум. 1650), был профессиональным солдатом, который воевал за Генриха, принца Оранского, вместе со своим братом Джеймсом Холдейном в Нидерландах. Он был посвящен в рыцари королем Англии и Шотландии Карлом I в 1633 году и представлял город Перт в парламенте Шотландии. Он был сторонником Национального пакта, потратил на дело Национального пакта огромные средства, вследствие чего имел огромные долги. Ему приписывают строительство замка Глениглс-хаус. Во время Гражданской войны он воевал за роялистов и принимал участие в битве при Данбаре в 1650 году.

### XVIII век
Бригадир Джордж Холдейн (1722—1759), сын Патрика Холдейна, 16-го лэрда, был профессиональным военным, сражался против французов, принимал участие в битве при Деттингене у 1743 году и в битве при Фонтенуа в 1745 году. Джордж Холдейн служил герцогу Камберленду, принимал участие в подавлении второго якобитского восстания в 1745—1746 годах.

### ХІХ — XX века
В 1820 году имения клана Холдейн перешли кузену 18-го лэрда Холдейна из Глениглса — адмиралу Адаму Дункану, виконту Дункану из Кампердауна, который был известен своей победой в битве при Кампердауне в 1797 году. Сын адмирала принял фамилию Холдейн и получил титул графа Кампердауна в 1831 году.
Джордж Холдейн-Дункан, 4-й граф Кампердаун (1845—1933), передал свои владения родственнику — Джеймсу Чиннери-Холдейну (1868—1941) в 1918 году. Сын Джеймса — Александр (1907—1994) стал вождем клана Холдейн. Еще один из сыновей Джеймса — Бродик Чиннери-Холдейн (1912—1996) был известным фотографом-портретистом. Александр умер в 1994 году и главенство в клане перешло к его племяннику Джеймсу Мартину Холдейну (род. 1941).